# Agnès Tchuinté
Agnès Tchuinté, född 30 januari 1959, död 1990, var en friidrottare från Kamerun. Hon deltog vid olympiska sommarspelen 1980 och olympiska sommarspelen 1984.